# Notogrammitis billardierei
Notogrammitis billardierei är en stensöteväxtart som först beskrevs av Carl Ludwig Willdenow, och fick sitt nu gällande namn av Barbara S. Parris. Notogrammitis billardierei ingår i släktet Notogrammitis och familjen Polypodiaceae. Inga underarter finns listade.